# Hoima (meteoryt)
Hoima – meteoryt kamienny zaliczany do chondrytów oliwinowo-bronzytowych H 6. Meteoryt spadł 30 marca 2003 w zachodniej części Ugandy w dystrykcie Hoima w pobliżu miejscowości Butema, wzdłuż drogi Hoima-Kampali. Masa pozyskanej materii meteorytowej wynosiła 167,7 g. Upadek nastąpił około godziny 13.00 miejscowego czasu.